# Phyllanthus shabaensis
Phyllanthus shabaensis är en emblikaväxtart som beskrevs av Jean F.Brunel. Phyllanthus shabaensis ingår i släktet Phyllanthus och familjen emblikaväxter. Inga underarter finns listade i Catalogue of Life.